# Otto Meißner
Otto Lebrecht Eduard Daniel Meissner (Bischweiler, 13 maart 1880 - München, 27 mei 1953) was een Duitse hoge ambtenaar. Hij werd vooral bekend als de permanente stafchef van de rijkspresident, zowel onder Friedrich Ebert en Paul von Hindenburg als onder Adolf Hitler.

## Jeugdjaren (1880-1919)
Meissner was een zoon van postbeambte Gustav Meissner en van Magdalena Hetzel. Zijn moeder kwam uit de Elzas en leerde Meissner behoorlijk Frans en Elsässerditsch spreken. Hij sprak ook vloeiend Latijn en Russisch. Zijn kinderjaren bracht hij door in Straatsburg.
Van 1898 tot 1903 studeerde hij rechten aan de Universiteit van Straatsburg en promoveerde tot doctor in de rechten. Hij sloot er vriendschap met de jurist Heinrich Doehle, die van 1920 tot 1945 zijn nauwste medewerker zou zijn. In 1903-1904 deed hij vrijwillige legerdienst.
In 1906 werd hij ambtenaar in de juridische diensten van Elzas-Lotharingen. Hij trouwde in 1908 met Hildegard Roos en ze kregen een zoon, Hans-Otto Meissner (1909-1992) en een dochter Hildegard Meissner (1917). In 1908 trad hij in dienst van de spoorwegen in Elzas-Lotharingen.
Van 1915 tot 1917 was hij tijdens de Eerste Wereldoorlog infanterieofficier. Toen leerde hij Paul von Hindenburg kennen.
Vanaf 1916 was hij verkeersverantwoordelijke voor de militaire spoorwegen, eerst in Brest-Litowsk, vervolgens in Warschau, Bukarest en Kiev. Vanaf 1918 ging hij over naar de diplomatie en was hij Duitse zaakgelastigde in Kiev. Hij slaagde er in 1919 in om een trein met honderden landgenoten van Oekraïne veilig naar Duitsland terug te brengen. Hij bracht ook de kas van de ambassade (3,4 miljoen Reichsmark) mee om ze aan de overheid in Berlijn te overhandigen.
Hij kreeg hierdoor ruimere bekendheid en de eerste president van de Duitse republiek, Friedrich Ebert, benoemde hem tot ambassaderaad en tot zijn vice-stafchef, weldra tot zijn stafchef. Hij weigerde anderzijds een hoge functie in het opnieuw tot de Franse republiek behorende Elzas-Lotharingen.

## Stafchef van de Duitse president (1920-1945)
In 1920 werd Meissner benoemd tot stafchef van de Rijkspresident, een ambt dat hij onder drie presidenten, in zeer verschillende omstandigheden, tot in mei 1945 uitoefende.
Hij was eerst stafchef onder Ebert (1919-1925), vervolgens onder Hindenburg (1925-1934) en ten slotte van 1934 tot 1945 onder Adolf Hitler. Nadat die het presidentschap en het kanselarijschap in zijn persoon verenigd had, werd het ambt hernoemd tot Präsidialkanzlei des Führers und Reichskanzlers.
In mei 1945 was hij nog enkele dagen actief als kanselarijchef onder het door Hitler aangestelde staatshoofd, admiraal Karl Dönitz. Hij had Hitler voor het laatst ontmoet op 13 maart 1945 toen deze hem feliciteerde met zijn 65ste verjaardag.
Het kantoor van Meissner was van 1920 tot 1939 gevestigd in het paleis van de rijkspresident, in de Wilhelmstrasse. Hij bewoonde er een eigen vleugel, met 26 vertrekken. In 1939 verhuisde hij met zijn diensten naar Schloss Bellevue.
In de loop van zijn carrière beklom Meissner de hiërarchische ladder. Hij werd:
- onder Ebert: eerst Geheimrat, vervolgens Ministerialdirektor (1920) en Staatssekretär (1923),
- onder Hindenburg: bevestigd als Staatssekretär (1927),
- onder Hitler: Staatsminister im Rang eines Reichsministers (1937).

Bij de samenvoeging van de kanselarijen hield Meissner vooral de representatieve en protocollaire bevoegdheden over, terwijl hij de meer politieke bevoegdheden moest overdragen aan Hans Heinrich Lammers, de chef van de Rijkskanselarij.
Het was Meissner die in 1920 op vraag van Ebert het Deutschlandlied van August Heinrich Hoffmann von Fallersleben voorstelde als nationale hymne. Dit werd door het parlement bekrachtigd. Het lied bleef onder de Weimarrepubliek, onder het naziregime en opnieuw in de Bondsrepubliek Duitsland de nationale hymne.

## Laatste jaren (1945-1953)
Op 23 mei werd Meissner door geallieerde troepen in Flensburg gevangengenomen en, met andere naziprominenten, opgesloten in Mondorf-les-Bains. In augustus werd hij naar Neurenberg overgebracht en daar als getuige verhoord. In juli 1947 trad hij op als getuige ten ontlaste voor de vroegere staatssecretaris Franz Schlegelberger.
Toen hij zelf in de beklaagdenbank zat in 1948-1949 tijdens het zogenaamde Wilhelmstraßen-Prozess, werd hij op 14 april 1949 vrijgesproken. Hij werd toen opnieuw aangeklaagd door de deelstaat Beieren, maar dit werd in 1952 in beroep geseponeerd.

## Publicaties
- Die Reichsverfassung. Das neue Reichstaatsrecht für den Praktischen Gebrauch Berlin 1919
- Das neue Staatsrecht des Reichs und seiner Länder Berlin 1921
- Grundriß der Verfassung und Verwaltung des Reichs und Preußens nebst Verzeichnis der Behörden und ihres Aufgabenkreises Berlin 1922
- Staatsrecht des Reichs und seiner Länder Berlin 1923
- Staats- und Verwaltungsrecht im Dritten Reich Berlin 1935
- Deutsches Elsaß, deutsches Lothringen. Ein Querschnitt aus Geschichte, Volkstum und Kultur, Otto Karl Stollberg Verlag, Berlin 1941
- Elsaß und Lothringen, Deutsches Land, Verlagsanstalt Otto Stollberg, (324 S.), Berlin, 1941.
- Memoires: Staatssekretär unter Ebert, Hindenburg, Hitler. Der Schicksalsweg des deutschen Volkes von 1918 – 1945. Wie ich ihn erlebte Hamburg 1950 (auch  Ebert, Hindenburg, Hitler. Erinnerungen eines Staatssekretärs 1918–1945 München 1991)